# L'École des points vitaux (singolo)
L'École des points vitaux è un singolo del 2009, pubblicato come anticipazione dell'album omonimo del gruppo rap Sexion d'Assaut, uscito l'anno dopo.